# Maryna Bukajewa
Maryna Wołodymyriwna Bukajewa (ukr. Марина Володимирівна Букаєва) – ukraińska bizneswomen i działaczka sportowa, właścicielka i prezes klubu piłkarskiego Zoria Ługańsk.
Po śmierci męża Wałerija Bukajewa, który zmarł 25 stycznia 2009 z powodu ciężkiej choroby w 33 roku życia, otrzymała w spadek klub piłkarski Zoria Ługańsk. Została wybrana jego honorowym prezesem. Jednak we wrześniu 2009 z przyczyn finansowych była zmuszona oddać klub władze miejskiej.